# Andremo in città
Andremo in città è un film del 1966 diretto da Nelo Risi.

## Trama
Jugoslavia, seconda guerra mondiale, la giovane Lenka vive in un piccolo villaggio con il fratellino cieco Mischa, ella vive sola, a seguito della morte della madre e della scomparsa del padre Ratko, dopo che questi, un maestro elementare ed ufficiale riservista ebreo, è stato internato dai nazisti. I due fratelli vivono aiutati da alcuni amici, tra i quali Ivan, un partigiano del quale Lenka si innamora.
Quando il padre, ufficialmente dato per morto, ricompare, Lenka lo accudisce nascondendolo nella soffitta, sostenendo contemporaneamente Mischa, continuando a descrivergli la realtà che non può vedere e promettendogli una nuova vita in "città" ed un'operazione che dovrebbe dargli la vista ma, all'arrivo delle SS, Ratko si sacrifica per non rivelare la presenza di Ivan che giace ferito ed altrettanto farà Lenka, che si incammina verso il treno diretto al campo di sterminio.
Durante il viaggio la giovane, abbracciando il fratellino, gli descrive uno scenario inesistente, con l'approssimarsi della "città" e la prospettiva dell'operazione con la quale "potrà vedere tutto".

## Produzione

### Sceneggiatura
Il film è un adattamento cinematografico del romanzo omonimo del 1962 scritto da Edith Bruck, moglie del regista e sopravvissuta ai campi di concentramento di Auschwitz, Dachau e Bergen-Belsen.